# Colegio Nacional Pichincha
El Colegio Nacional Pichincha es un colegio boliviano de la ciudad de Potosí. Es así mismo uno de los establecimientos de educación secundaria más laureados de la ciudad de Potosí.

## Historia
El colegio fue fundado en la ciudad de Potosí el 2 de marzo de 1826 mediante decreto por el mariscal de Ayacucho Antonio José de Sucre, cuyo acto inaugural fue el 7 de mayo del mismo año en interiores del secular convento de los betlemitas, contiguo al templo de Nuestra Señora de Belén y con vista hacia la antigua plaza de la Misericordia. Sin embargo, la idea de fundar un colegio en Potosí se remonta a un decreto del 10 de octubre de 1825 promulgado por Simón Bolívar en la ciudad misma. En este decreto se impuso un nuevo régimen tributario para la minería y dispuso que este sea destinado, en su integridad, al colegio por fundarse.
Fue en el edificio colonial conventual donde quedó establecido el primer colegio de ciencias y artes de Potosí con el notable nombre de "Pichincha", en conmemoración a la Batalla de Pichincha, a iniciativa o sugerencia del general escocés Guillermo Miller, el que recibió la orden del mariscal Sucre, para elegir uno de los conventos de la ciudad, donde habría de establecerse el primer centro de formación educacional para beneficio de la juventud ciudadana.
En este orden, el general Miller, siendo la más alta autoridad de la jurisdicción territorial, ostentando el título de "Prefecto del Departamento de Potosí" y cumpliendo con las instrucciones de Sucre, tomó la responsabilidad de hacer la visita personal a cada una de las casas conventuales, excepto la antoniana, regentada por los frailes franciscanos —a la que se guardaba todas las consideraciones—, para ver la que más convenía en el propósito señalado. Dentro de todas las examinadas, el general Miller se inclinó por el convento de los betlemitas que, al margen de reunir las condiciones para adecuarse a un centro de enseñanza superior, se encontraba en un lugar expectable de la ciudad.
Esta casa que en principio fue el Hospital Real de la Vera Cruz, siendo de una construcción arcaica, ella fue reedificada en 1725 con la llegada de los religiosos pertenecientes a la Orden de Belén. Casona que en principio era de una sola planta, para luego ser enriquecida con una segunda, en estricta obediencia al diseño trabajado por el arquitecto José López Arango.
Fue entonces cuando se levantaron los arcos de medio punto sobre columnas toscanas en sus dos plantas, formando los pasillos con cubierta de madera tallada y el piso con losa arenisca, manteniéndose el patio cuadrangular que era de su primigenia construcción, en cuyo centro se levantó un pedestal de piedra en forma de columna, sosteniendo al reloj del sol.

## Adecuación del edificio

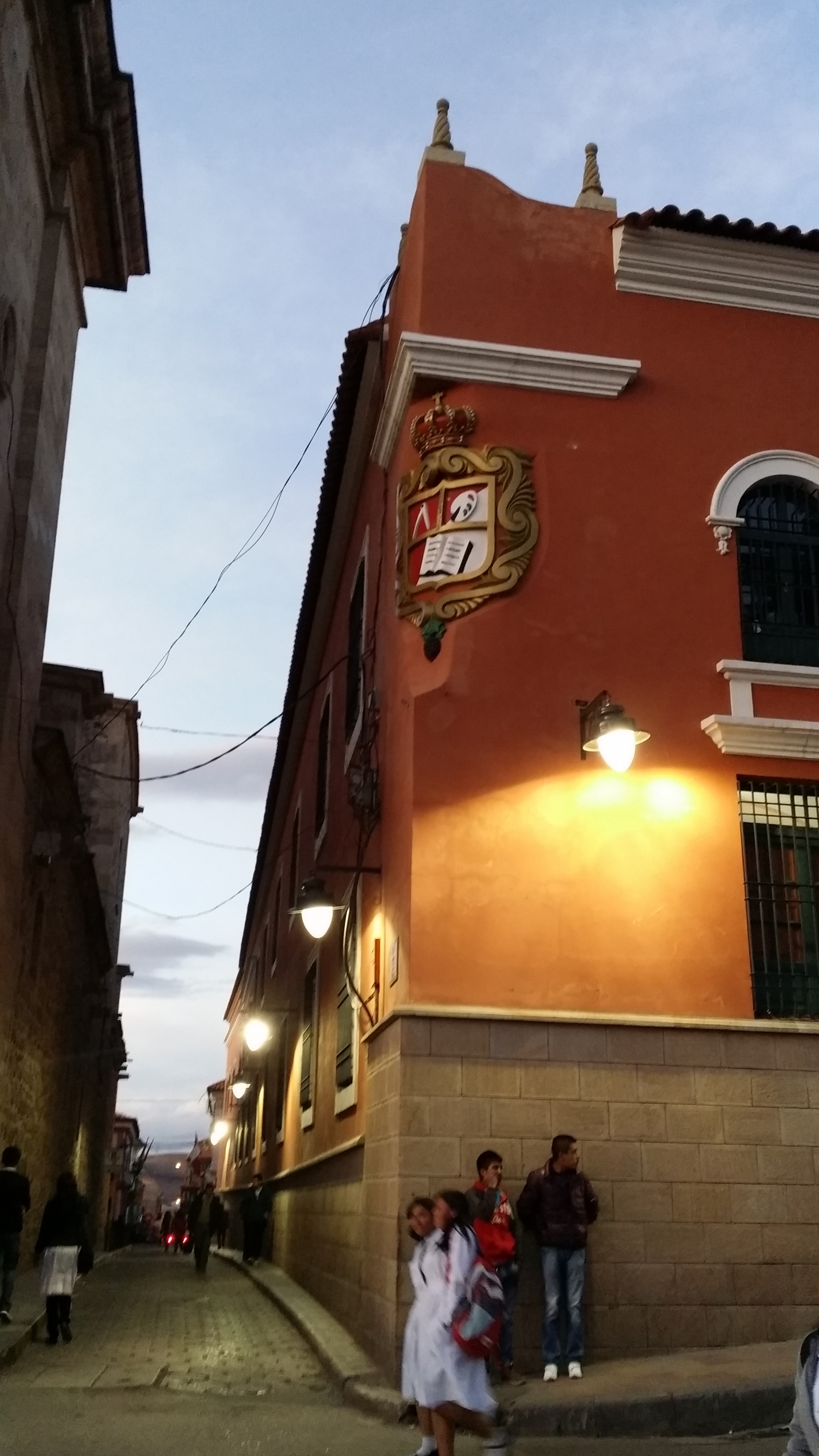
Edificio del colegio

Antes de instalarse el Colegio Pichincha el 7 de mayo de 1926 en el convento hospital de los betlemitas, éste fue desalojado de todos los enseres, instrumental y otros que tenía el nosocomio, trasladándose a la Parroquia de San Roque.  Separadamente, los ambientes que precisaban algunos arreglos, fueron inmediatamente refaccionados, con el apoyo económico de la Tesorería Nacional que hizo un préstamo de dos o tres mil pesos para habilitar el local.
Finalmente, la portería del convento que hallábase próxima al portón del edificio, se convirtió en secretaria del colegio. La sala receptora que pertenecía al Prior de la Orden religiosa de los Betlemitas, fue dispuesta para el Rector del centro educativo. La sala de enfermería auxiliar, fue señalada para el primer curso de Retórica.
Las otras habitaciones que servían de celdas para los religiosos, fueron fijadas en aulas para lecciones de "Lenguas Castellana y Latín", "Elocuencia y Oratoria", "Matemáticas y Arquitectura", "Botánica y Agricultura", "Moral y Derecho", "Filosofía", "Medicina", "Dibujo y Pintura".
La sala que fue comedor de los religiosos, se mantuvo como tal, pero destinado a los alumnos internos del colegio, tomando en cuenta que este centro educativo, a sólo un año de su fundación, estableció su propio internado para albergar a los huérfanos de la Guerra de la Independencia, más a otros adolescentes que llegaban de las provincias, todos en condición de becados con el beneficio de recibir alimentación, vestimenta, uniformes y material de estudios.
El internado también aceptaba a otros estudiantes pagantes que ocupaban la sala de la predicación ubicada en la planta alta del edificio.

## Personalidades destacadas
Como se sabe, la inauguración oficial del Colegio Pichincha tuvo lugar la mañana de aquel 7 de mayo de 1826, en homenaje al Gran Mariscal de Ayacucho Antonio José de Sucre, lo que permitió para que en el rectorado o dirección del colegio, se muestre en primera plana el retrato del Mariscal Sucre, sobre lienzo de 2,30 metros de alto, por 1,10 de ancho; pintura que fue realizada por el profesor Saturnino Pórcel y enmarcado con madera tallada, para tiempo después ser ubicada en el salón principal del establecimiento.
Al instalarse el colegio en acto solemne, la ciudadanía potosina expresó su alborozo, aplaudiendo y participando de una procesión cívica que, luego de hacer su recorrido por las calles del casco histórico de la ciudad, remató en el frontispicio del colegio Pichincha.  En ese entonces, se encontraba como Prefecto del Departamento el Dr. Casimiro Olañeta, uno de los gestores para la creación de la República de Bolivia.
Fue designado como primer Rector del colegio el abogado y sacerdote Juan Manuel Calero Vargas. Como Vicerrector, fue nombrado el Dr. Manuel Anselmo Tapia y, Ministro Secretario, el Sr. Mariano La Torre.
Cumplida la gestión rectora del cura Calero, tocó al abogado, poeta, orador y autor del Himno Nacional de Bolivia, Dr. José Ignacio de Sanjinés, constituirse en el segundo Rector del colegio entre 1830 a 1832. Seguidamente fue designado el jurisconsulto y destacado diplomático que fuera Presidente de Bolivia, Dr. José María Linares, como tercer Rector de este colegio en los años 1833 y 1834.
Sucesivamente dirigieron a este plantel educativo otras connotadas personalidades como el políglota, educador y escritor José David Berríos, al igual que don Macedonio Araujo, fundador y primer presidente de la Sociedad Geográfica y de Historia "Potosí"; el ilustre letrado en leyes, magnífico educador e historiador don Vicente Terán Erquicia;  el reconocido "padre de la juventud potosina", destacado investigador historiógrafo Luis Subieta Sagárnaga; el polifacético artista, abogado, escritor y hombre público Dr. Ricardo Bohórquez Ramírez; El Presidente de la República Aniceto Arce paso también por las oficinas del Rectorado;El Fundador de la Universidad pedagógica Prof. Modesto Omiste Tinajeros de quien en su honor se celebra el día del Maestro en Bolivia; El vicepresidente de la República Dr. Juan Misael Saracho, fue también Rector del Colegio años después a la Guerra del Pacífico y tantas otras personalidades que tuvieron el honor de dirigir a esta vieja casona.
Asimismo, se cobijaron en las aulas de este colegio ilustres intelectuales de reconocida trayectoria nacional en el campo de la enseñanza educativa.  Por sus viejos pasadizos, aulas y patio, dejaron huellas de recuerdo, cientos y miles de estudiantes que en el curso del tiempo se constituyeron en hombres de bien y magníficos servidores de la patria. Además de ser la cuna de nacimiento del ilustre pintor Cecilio Guzmán de Rojas reconocido en gran parte de Latinoamérica y el mundo como un gran expositor del indianismo corriente artística que hizo su trabajo célebre.
Este colegio que está a pocos años de celebrar su Bicentenario de creación tiene páginas brillantes en el marco de la historia educativa del país; colegio que elevó la cultura del pueblo potosino y sobre sus cimientos nació la Universidad Autónoma Tomás Frías como superior culminación de sus actos.
En la actualidad es un colegio de educación secundaria que tiene un director para la sección de Humanidades y otro para la Sección Técnica Industrial. Existe 56 Profesores para las distintas asignaturas y 13 Administrativos para 835 alumnos aproximadamente que forman parte de 22 cursos distribuidos en 6 primeros, 6 segundos, 5 terceros y 5 cuartos.

## Condecoraciones y reconocimientos
- Condecoración “Orden del Cóndor de los Andes en el grado de Gran Cruz” a cargo del Presidente de la República de Bolivia Hernán Siles Zuazo, con decreto supremo Nº 4757 del 29 de octubre de 1957.[2]
- Condecoración Departamental de la Orden “Cerro de Plata” en su grado de “Comendador” en fecha 25 de octubre de 1972.
- Condecoración Departamental “Cerro de Plata” a cargo del Prefecto del Departamento de Potosí en fecha 6 de mayo de 1991.
- Reconocimiento como primer colegio asociado a las escuelas de la UNESCO en fecha 7 de mayo de 1999.
- Condecoración Parlamentaria Nacional a cargo del Senado Nacional, en su grado “Bandera de Oro” en fecha 7 de mayo de 2001.
- Premio “Paul Harris” Homenaje del Rotary Club Potosí. A su dedicación, esfuerzo y digno servicio a su comunidad. (Potosí diciembre de 2001).
- Condecoración “Guarda Tojo de Oro” máxima distinción de FEDECOMIN, en fecha 1 de abril de 2004.
- Condecoración Presea de Plata en el Grado Primer “A la orden de la excelencia de la educación” a cargo del presidente de la asociación de Exalumnos del Colegio Nacional “Pichincha” en fecha 5 de mayo de 2005.
- Premio “Paul Harris a la Educación” Homenaje del Rotary Club Potosí, al Colegio Nacional “Pichincha” a su gran esfuerzo a la educación (Potosí junio de 2005).
- Condecoración del Gobierno Municipal de la ciudad de Potosí, “ORDEN DEL CERRO DE PLATA” en el grado de “Caballero” en fecha 9 de mayo de 2006.
- Premio al mejor colegio “Estatuilla a lo mejor de lo nuestro” otorgado por la cámara de la Construcción de Potosí (2009).
- Reconocido como el principal colegio Bolivariano y ser miembro de los colegios decanos de América del Sur.
- Condecoración Orden Parlamentaria al Mérito Democrático “Diputado Marcelo Quiroga Santa Cruz”. En fecha 13 de enero de 2016.
- Condecoración especial por el Parlamento Andino. Aprobada por la Plenaria la Resolución por medio de la cual se declara al Colegio Nacional Pichincha de la Ciudad de Potosí del Estado Plurinacional de Bolivia, como referente cultural y educativo de la región Andina. 28 de abril de 2024.
- Condecoración especial "Franz Tamayo" al mérito por los 198 años al servicio de la educación boliviana. 232° Sesión Ordinaria de carácter especial de la Cámara de Senadores de nuestro país. 24 de octubre de 2024.

## Himno
El himno del Colegio Nacional Pichincha, fue escrito por Celestino López y la música fue compuesta por Simeón Roncal.